# Dean Woods
Dean Anthony Woods OAM (Wangaratta, Victòria, 22 de juny de 1966 - 3 de març 2022) va ser un ciclista australià. Va combinar la carretera amb la pista. Va guanyar quatre medalles olímpiques, una d'elles d'or en la prova de Persecució per equips.
Ha estat guardonat amb l'Orde d'Austràlia.

## Palmarès en pista
- 1983
  -  Campió del món júnior en Persecució
- 1984
  -  Medalla d'or als Jocs Olímpics de Los Angeles en Persecució per equips (amb Michael Grenda, Kevin Nichols i Michael Turtur)
  -  Campió del món júnior en Persecució
- 1986
  - Medalla d'or als Jocs de la Commonwealth en Persecució
  - Medalla d'or als Jocs de la Commonwealth en Persecució per equips
- 1988
  -  Medalla de plata als Jocs Olímpics de Seül en Persecució
  -  Medalla de bronze als Jocs Olímpics de Seül en Persecució per equips (amb Brett Dutton, Wayne McCarny, Stephen McGlede i Scott McGrory)
- 1994
  - 1r als Sis dies de Grenoble (amb Jean-Claude Colotti)
- 1996
  -  Medalla de bronze als Jocs Olímpics d'Atlanta en Persecució per equips (amb Brett Aitken, Stuart O'Grady, Timothy O'Shannessey i Bradley McGee)
  -  Campió d'Austràlia en Madison (amb Brett Aitken)

## Palmarès en ruta
- 1991
  - Vencedor d'una etapa a la Volta a Suècia
- 1993
  - 1r a la Melbourne to Warrnambool Classic
  - Vencedor d'una etapa a la Herald Sun Tour

### Resultats a la Volta a Espanya
- 1990. 124è de la classificació general
- 1991. 112è de la classificació general